# New Soul
New Soul (englisch für: „Neue Seele“) ist ein Popsong der französisch-israelischen Sängerin und Songschreiberin Yael Naim aus dem Jahr 2007.

## Entstehung und Veröffentlichung
Die Interpretin Yael Naim schrieb New Soul. David Donatien fungierte als Produzent. Als Hookline verwendete Naim ein simples „la-la-la-la-la-la-la-la“. Bekannt wurde das Stück durch die Verwendung in der Werbung für das Apple MacBook Air, einem zu diesem Zeitpunkt neu herausgebrachten Notebook-Modell von Apple. Durch die häufige Wiederholung in den Werbespots wurde New Soul so populär, dass es Anfang Februar auf Anhieb in die Top 10 der Billboard Hot 100 und in viele weitere Charts weltweit einstieg.
Die Erstveröffentlichung von New Soul erfolgte am 23. November 2007 als Single beim Label Tôt Ou Tard Records mit Shelcha einem Duett mit Kid with no Eyes als B-Seite. Am 20. März 2006 erschien es bereits als Teil von ihrem zweiten und selbstbetitelten Studioalbum Yael Naim. Das Video verzeichnet aktuell auf der Videoplattform YouTube über 24 Millionen Aufrufe.
Das Lied diente 2008 als Soundtrack für die amerikanische Komödie House Bunny sowie für die britische Filmkomödie Wild Target – Sein schärfstes Ziel von Jonathan Lynn aus dem Jahr 2010.
In dem Lied geht es darum, sich frei zu fühlen und keine Angst vor Fehlern zu haben, so meint das lyrische Ich, dass es eine neue Seele sei, die in diese merkwürdige Welt kam und hoffte, etwas über Geben und Nehmen zu lernen. Seit dem sie aber angekommen sei, fühle es gleichermaßen Freude und Angst, und merke, dass es alle Fehler mache, die man nur machen könne („I′m a new soul, I came to this strange world, Hoping I could learn a bit 'bout how to give and take, But since I came here, felt the joy and the fear Finding myself making every possible mistake“).

## Musikvideo
Das dazugehörige Musikvideo zeigt Naim beim Einzug in eine leere Wohnung. Sie bedeckt die Wände mit Tapeten, die einen von Wald umgebenen See darstellen. Dann beginnt sie, mehrere andere Dinge auszupacken, darunter Möbel, ein Klavier, einen Goldfisch in einer Schüssel und eine Reihe von Fotos von Menschen, die sie an die Wand hängt. Während sie die Fotos aufhängt, werden die Menschen auf den Bildern im wirklichen Leben, in der auf den Bildern dargestellten Umgebung, gezeigt. Dann beginnt Naim, auf den Fotos zu malen, und was auch immer sie malt, erscheint bei den Menschen im wirklichen Leben. Sie entfernt eines der Bilder und entdeckt ein Loch in der Wand, das den Blick auf die tatsächliche Waldkulisse freigibt, die auf der Tapete abgebildet ist. Sie stößt gegen die Wand und sie fällt in den See. Die restlichen Wände fallen auf das Wasser und hinterlassen zusammen mit ihren Möbeln den Boden der Wohnung wie ein Floß, das auf dem See schwimmt. Die Menschen auf ihren Bildern erreichen sie mit dem Boot. Sie klettern mit ihr auf das provisorische Floß, während alle feiern, tanzen und Instrumente spielen, während sie das Goldfischglas im See leert.

## Rezeption

### Chartplatzierungen
| ChartsChartplatzierungen       | Höchstplatzierung | Wochen |
| ------------------------------ | ----------------- | ------ |
| Deutschland (GfK)              | 4 (19 Wo.)        | 19     |
| Frankreich (SNEP)              | 2 (34 Wo.)        | 34     |
| Österreich (Ö3)                | 2 (27 Wo.)        | 27     |
| Schweiz (IFPI)                 | 5 (39 Wo.)        | 39     |
| Vereinigte Staaten (Billboard) | 7 (19 Wo.)        | 19     |
| Vereinigtes Königreich (OCC)   | 30 (11 Wo.)       | 11     |

| ChartsJahrescharts (2008) | Platzierung |
| ------------------------- | ----------- |
| Deutschland (GfK)         | 33          |
| Frankreich (SNEP)         | 14          |
| Österreich (Ö3)           | 15          |
| Schweiz (IFPI)            | 19          |

### Auszeichnungen für Musikverkäufe
| Land/Region               | Auszeichnungen für Musikverkäufe (Land/Region, Auszeichnung, Verkäufe) | Verkäufe |
| ------------------------- | ---------------------------------------------------------------------- | -------- |
| Vereinigte Staaten (RIAA) | Gold                                                                   | 500.000  |
| Insgesamt                 | 1× Gold ·                                                              | 500.000  |